# Насыпная плотность

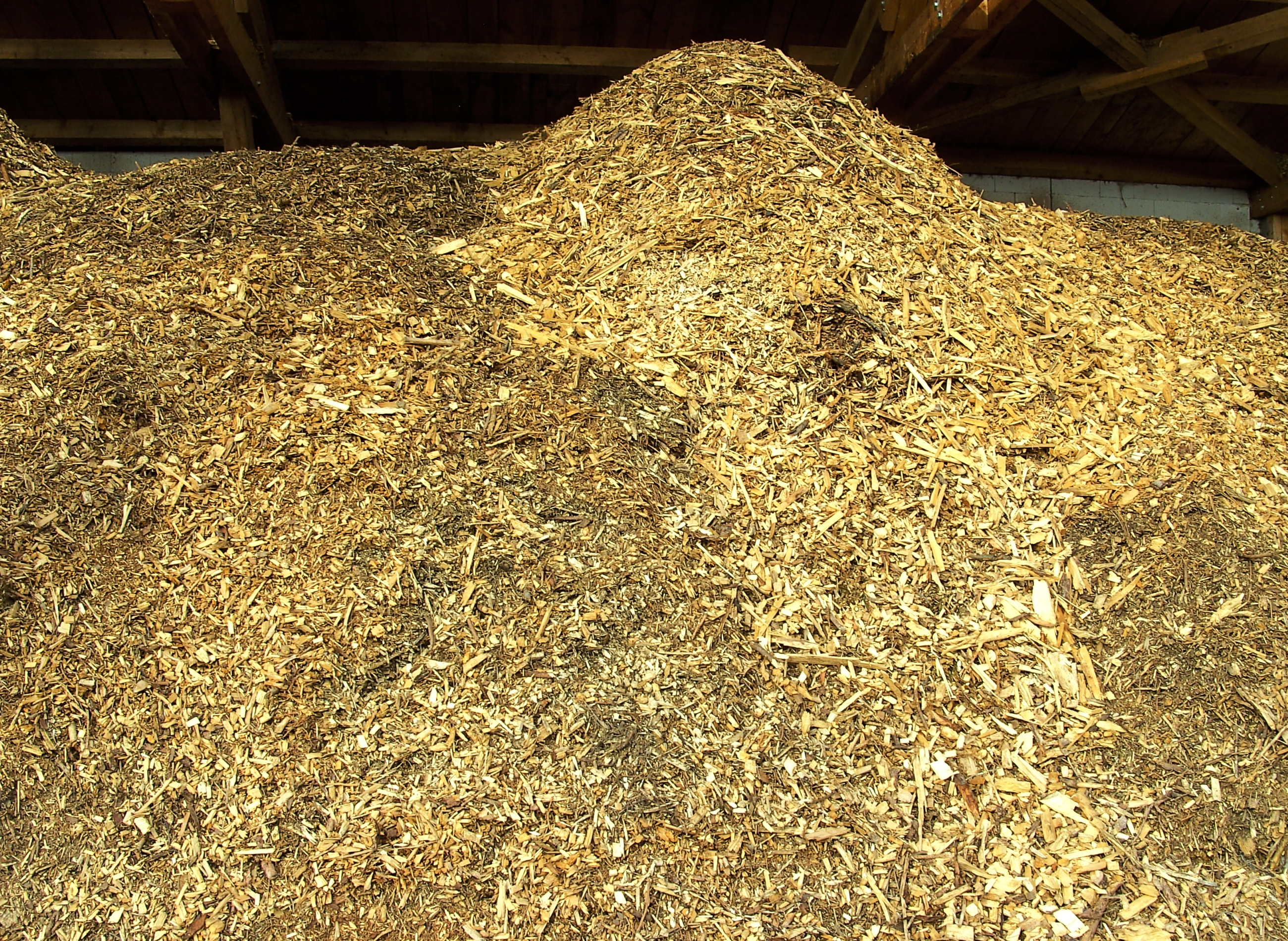
Измельчённая древесина (пример субстанции, для которой используется понятие «насыпная плотность»).

Насыпна́я пло́тность — средняя плотность объекта, состоящего из макроскопических частиц, гранул или волокон материала и из окружающей среды, то есть масса единицы объёма материала в насыпном состоянии вместе с порами и пустотами. Находится как {\displaystyle M/V}, где {\displaystyle M} и {\displaystyle V} обозначают полную массу и объём объекта. Измеряется в кг/м3.
Отличается в меньшую сторону от плотности материала, вычисляемой без учёта пустот. Зависит в том числе от условий хранения материала и действий по утрамбовке. Эти условия и порядок определения насыпной плотности для конкретных материалов регулируются соответствующими ГОСТами.
Понятие насыпной плотности имеет выраженную технически-прикладную сферу применения (особенно в логистике, строительстве) и характеризует свойства таких материалов, как песок, щебень, гравий. Но может применяться и для более широкого класса сыпучих и порошковых субстанций, а также для сельскохозяйственных культур (зерно и др.).